# Judas O
Judas O, anche noto come Judas Ø, è un album di raccolta di B sides e rarità del gruppo alternative rock statunitense The Smashing Pumpkins, pubblicato nel 2001.

## Tracce
1. Lucky 13 – 3:09
2. Aeroplane Flies High – 7:53
3. Because You Are – 3:46
4. Slow Dawn – 3:12
5. Believe – 3:12
6. My Mistake – 4:00
7. Marquis in Spades – 3:12
8. Here's to the Atom Bomb – 4:26
9. Sparrow – 2:56
10. Waiting – 3:48
11. Saturnine – 3:49
12. Rock On (David Essex cover) – 6:06
13. Set the Ray to Jerry – 4:09
14. Winterlong – 4:59
15. Soot and Stars – 6:39
16. Blissed and Gone – 4:46

## Formazione

### Gruppo
- Billy Corgan – voce, chitarra, piano
- Jimmy Chamberlin – batteria
- James Iha – chitarra, voce
- D'arcy Wretzky – basso
- Melissa Auf der Maur – basso (in Rock On)

### Musicisti addizionali
- Matt Cameron – batteria (in Because You Are)
- Bon Harris – effetti (in Saturnine)
- Rick Nielsen – chitarra (in Blissed and Gone)
- Matt Walker – batteria (in My Mistake)